# 中西哲生のWEEKEND NAVI
中西哲生のWEEKEND NAVI(なかにしてつおのウィークエンドナビ)はTOKYO FM・JFN系列で2011年6月3日から放送されている番組である。サントリーの一社提供番組。

## 概要
週末のフリーな時間を楽しむアウトドア情報や、誰でも参加できるスポーツイベント情報を送る。金曜日において2011年3月まではJapan Furusato Network、4月・5月はHOPE MESSAGEが放送されていた。(HOPE MESSAGEも中西が担当。)

## パーソナリティ
- 中西哲生

## 放送時間・ネット局
- 金曜 14:55 - 15:00
  - ただし、FM秋田・FMぐんまに関しては金曜13:55 - 14:00の先行ネット